# A Espuma das Canções
Albums de Rui Veloso
O Concerto Acústico
(2003) Rui Veloso ao Vivo no Pavilhão Atlântico
(2009)
A Espuma das canções est un album du chanteur et guitariste portugais Rui Veloso.

## Liste de chansons
Chansons sélectionnées en français : Serpente no jardim (serpent du jardin), Canção de Nova Iorque/New York (Chanson de New York, ancien titre : Chanson de Nouvelle-York), Top dos tops (Top du top), A invenção do canto (L'invention du chant) et Três minutos de atenção (Trois minutes d'attention).
| No  | Titre                                 | Durée |
| --- | ------------------------------------- | ----- |
| 1.  | Não Invoquem O Amor Em Vão            |       |
| 2.  | Amiga é Um Termo Dúbio                |       |
| 3.  | Serpente No Jardim                    |       |
| 4.  | Canção De Alterne                     |       |
| 5.  | A Veia Do Poeta                       |       |
| 6.  | Canção De Nova York                   |       |
| 7.  | Recado A Rosana Arquete               |       |
| 8.  | Brilho Dental                         |       |
| 9.  | Top Dos Tops                          |       |
| 10. | A Invenção Do Canto                   |       |
| 11. | Querida Jezebel                       |       |
| 12. | Não Queiras Saber De Mim              |       |
| 13. | Luz Falsa                             |       |
| 14. | Três Minutos De Atenção               |       |
| 15. | Canção De Alterne (avec Nancy Vieira) |       |
| 16. | Não Percas O Teu Mistério             |       |
| 17. | Questão De Confiança                  |       |